# Юїнта (Юта)
Юїнта (англ. Uintah) — місто (англ. city) в США, в окрузі Вебер штату Юта. Населення — 1454 особи (2020).

## Географія
Юїнта розташована за координатами 41°8′35″ пн. ш. 111°55′59″ зх. д. / 41.14306° пн. ш. 111.93306° зх. д. (41.142962, -111.932949).  За даними Бюро перепису населення США в 2010 році місто мало площу 2,74 км², уся площа — суходіл. В 2017 році площа становила 3,22 км², з яких 3,20 км² — суходіл та 0,02 км² — водойми.

## Демографія
Згідно з переписом 2010 року, у місті мешкали 1322 особи в 417 домогосподарствах у складі 346 родин. Густота населення становила 483 особи/км².  Було 432 помешкання (158/км²).
Расовий склад населення:
| - 97,5 % — білих - 0,8 % — азіатів - 0,3 % — корінних американців - 0,2 % — чорних або афроамериканців - 0,1 % — вихідців з тихоокеанських островів |

До двох чи більше рас належало 0,8 %. Частка іспаномовних становила 3,0 % від усіх жителів.
За віковим діапазоном населення розподілялося таким чином: 31,4 % — особи молодші 18 років, 57,3 % — особи у віці 18—64 років, 11,3 % — особи у віці 65 років та старші. Медіана віку мешканця становила 34,3 року. На 100 осіб жіночої статі у місті припадало 99,1 чоловіків;  на 100 жінок у віці від 18 років та старших — 99,8 чоловіків також старших 18 років.
Середній дохід на одне домашнє господарство  становив 80 610 доларів США (медіана — 70 682), а середній дохід на одну сім'ю — 88 028 доларів (медіана — 78 534). За межею бідності перебувало 6,9 % осіб, у тому числі 4,7 % дітей у віці до 18 років та 7,1 % осіб у віці 65 років та старших.
Цивільне працевлаштоване населення становило 656 осіб. Основні галузі зайнятості: освіта, охорона здоров'я та соціальна допомога — 25,6 %, науковці, спеціалісти, менеджери — 14,5 %, будівництво — 9,0 %, публічна адміністрація — 8,8 %.